# Jaco Geurts
Jacob Lubertus (Jaco) Geurts (Barneveld, 11 juli 1970) is een Nederlands politicus en bestuurder. Hij is lid van het CDA. Sinds 12 mei 2025 is hij burgemeester van Bunschoten.  

## Studie en loopbaan
Geurts rondde zijn mts-opleiding werktuigbouwkunde in de richting bedrijfskunde af aan het Saldenus College in Amersfoort en werkte zo'n twaalf jaar in de machinebouw als werkvoorbereider, inkoper en kwaliteitsmanager. Nadat hij trouwde met een boerendochter ging hij aan de slag in de varkenshouderij. In 2001 werd Kootwijkerbroek getroffen door de mond- en klauwzeercrisis. Mede door deze gebeurtenissen werd Geurts bestuurslid voor de Nederlandse Vakbond Varkenshouders. Hij rondde een hbo-opleiding af tot rentmeester aan de Hogeschool Van Hall Larenstein.

## Politieke loopbaan
Namens het CDA kwam Geurts op 7 maart 2006 in de gemeenteraad van Barneveld, vanaf 2010 was hij er fractievoorzitter van het CDA. Na een gesprek met Annie Schreijer-Pierik in 2008 kwam het Kamerlidmaatschap in hem op. In 2010 stond Geurts op plek 40 voor de Tweede Kamer en behaalde hij 2.276 stemmen.Vanaf 20 september 2012 was hij lid van de Tweede Kamer. Kort na zijn installatie in 2012 stemde hij als enige van de fractie tegen een voorstel dat de positie van homoseksuele leraren op christelijke scholen moest versterken. In 2014 bracht hij een initiatiefnota uit over het versterken van de voedselketen. Zijn woordvoerderschappen waren tot 2021: landbouw, visserij, natuur, plattelandsbeleid en krimp, water en (landbouw)milieu. In maart 2021 begon hij aan een derde termijn in de Kamer, ditmaal met de portefeuilles volkshuisvesting, ruimtelijke ordening en Omgevingswet.
Geurts werd na de gemeenteraadsverkiezingen van 2022 door het CDA gevraagd als informateur voor de vorming van een coalitie in Doetinchem. Met ingang van 1 juni 2023 werd hij benoemd tot waarnemend burgemeester werd van Maasdriel. Hij volgde Henny van Kooten op die op 15 april van dat jaar stopte als burgemeester van Maasdriel. Op 9 mei van dat jaar nam hij afscheid als Tweede Kamerlid. Bij zijn afscheid werd hij benoemd tot ridder in de Orde van Oranje-Nassau. Op 10 mei van dat jaar werd hij in de Tweede Kamer opgevolgd door Eline Vedder. Als waarnemend burgemeester van Maasdriel had hij openbare orde en veiligheid en bedrijfsvoering in zijn portefeuille en zat hij in het algemeen bestuur van de Regio Rivierenland. Vanaf 15 maart 2024 werd hij enkele maanden waargenomen door André Baars. Op 27 juni 2024 van dat jaar werd Antoine Walraven burgemeester van Maasdriel.
Geurts werd op 6 juni 2019 lid van de Maatschappij van Welstand, op 8 maart 2022 lid van de raad van toezicht van zorgorganisatie Norschoten te Barneveld en op 1 januari 2024 bestuursvoorzitter van het Controle Orgaan Kwaliteits Zaken (COKZ). Met ingang van 27 januari 2025 werd Geurts benoemd tot waarnemend burgemeester van Culemborg. Hij volgde Gerdo van Grootheest op die op 15 januari van dat jaar burgemeester van Oosterhout was geworden. Als waarnemend burgemeester van Culemborg kreeg hij openbare orde & veiligheid, regionale samenwerking, burgerparticipatie, communicatie, publiekszaken & dienstverlening en personeel & organisatie in zijn portefeuille.
Op 20 maart 2025 heeft de gemeenteraad van Bunschoten Geurts voorgedragen als burgemeester van deze gemeente. Op 12 mei 2025 werd Geurts geïnstalleerd. 

## Privéleven
Geurts kreeg met zijn vrouw twee kinderen. Hij is lid van de Hervormde gemeente in zijn woonplaats, die gelieerd is aan de stroming van de Gereformeerde Bond. Geurts’ vader was tussen 1982 en 2006 raadslid in Barneveld, eerst voor de Boerenpartij en daarna voor de RPF, dat in 2000 opging in de ChristenUnie. Tevens was hij lid van Provinciale Staten van Gelderland (tussen 1982-1989).
- Parlement.com: vj0ac54vgsln